# Sydney Sweeney
Sydney Bernice Sweeney (* 12. září 1997, Spokane, Washington, Spojené státy americké) je americká herečka a modelka. Známou se stala především díky rolím Cassie Howardové v dramatickém seriálu Euforie (2019–dosud) a Olivie Mossbacherové v minisérii Bílý lotos (2021), za které obdržela dvě nominace na cenu Emmy.
První pozornosti se jí dostalo v roce 2018 rolemi v komediálním seriálu Everything Sucks! společnosti Netflix, antiutopickém seriálu Příběh služebnice společnosti Hulu a psychologické minisérii Ostré předměty společnosti HBO. V následujícím roce se objevila v komediálním dramatu Tenkrát v Hollywoodu režiséra Quentina Tarantina. V roce 2023 sklidila uznáni za ztvárnění překladatelky Reality Winner v dramatu Reality a účinkovala v hlavní roli ve filmu S tebou nikdy.

## Raný život
Její matka je právnička a její otec pracuje v oboru lékařství, má bratra jménem Trent. Vyrůstala v severozápadním Idahu u hranic s Washingtonem ve venkovském domě u jezera, kde její rodina žije po pět generací. Sweeney uvedla, že vyrůstala v křesťanském prostředí, ale akceptuje všechna náboženství.
Vystudovala Saint George's School ve Spokane. V mládí se aktivně věnovala několika sportům, například fotbalu, baseballu, alpskému lyžování či wakeboardingu a studovala několik jazyků. Sweeney se svěřila, že jako dítě měla nehodu na wakeboardu, kdy spadla na okraj svého prkna, které jí rozřízlo oblast vedle oka a zanechalo po sobě trvalou jizvu. Na střední škole byla v robotickém týmu a účastnila se matematického klubu 'Math is Cool.'
O herectví se začala zajímat po konkurzu na roli komparzisty v nezávislém filmu, který se natáčel v oblasti Spokane. K tomu, aby přesvědčila své rodiče, aby jí umožnili věnovat se herectví, jim předložila pětiletý podnikatelský plán. Sweeney začala přijímat herecké nabídky v Seattlu a Portlandu v Oregonu, kde s rodinou dočasně bydlela, dokud se nerozhodli přestěhovat do Los Angeles v jejích 14 letech.

## Osobní život
Sweeney je trénovaná MMA zápasnice a na střední škole soutěžila v grapplingu.
V prosinci 2020 deník The Spokesman-Review uvedl, že Sweeney darovala přes 12 000$ různým restauracím ve svém rodném městě Spokane, které tyto prostředky použily na podávání jídel pro bezdomovce.
Od roku 2018 byla ve vztahu s restauratérem Jonathanem Davino a v roce 2022 se zasnoubili. Společně se podíleli na produkci filmů (včetně filmů S tebou nikdy a Neposkvrněná) a Sweeney považovala Davina za svého „produkčního partnera“. V roce 2025 se pár rozešel.

## Kariéra

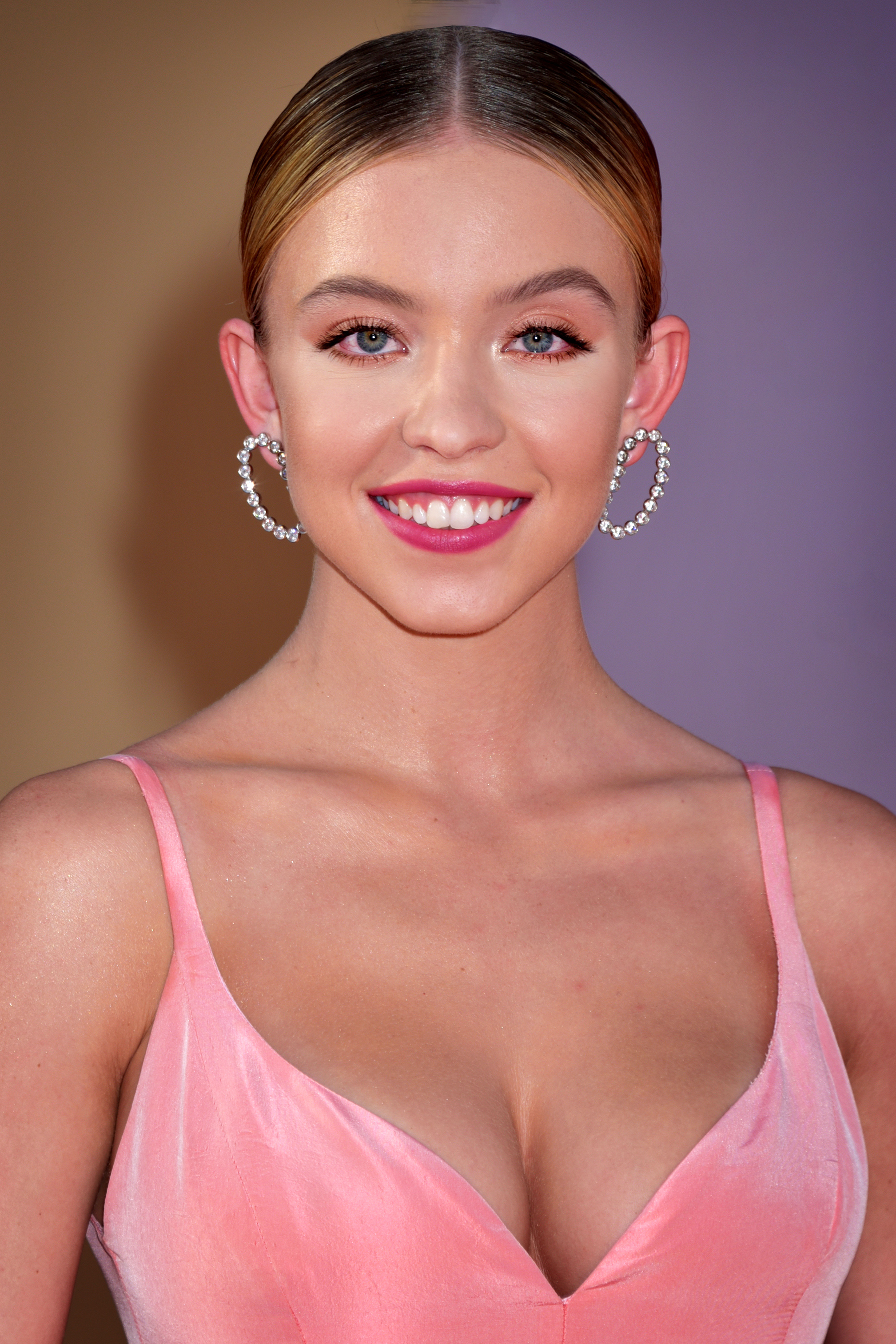
Sweeney v roce 2019

### Počátky kariéry (2016–2019)
Zprvu Sweeney účinkovala především v hostujících rolích v televizních seriálech, objevila se tak například v seriálech 90210: Nová generace, Myšlenky zločince, Chirurgové či Prolhané krásky.
Proslavila díky roli Emaline Addario v americkém televizním seriálu Everything Sucks! společnosti Netflix, který vypráví příběh skupiny teenagerů z Oregonu v roce 1996. Poté účinkovala v minisérii Ostré předměty společnosti HBO, kde ztvárnila vedlejší roli Alice. Původně měla mít její postava menší roli, ale režisér ji stále obsazoval do více scén. Pro tuto roli studovala příběhy dívek, které trpěly duševními poruchami a navštěvovala pacienty v nemocnicích, kteří se sebepoškozovali. Tyto dva seriály natáčela souběžně, první zmíněný přes týden a druhý zmíněný o víkendu.
V roce 2018 hrála v thrilleru Záhada Silver Lake. Ztvárnila také vedlejší roli Eden Spencerové v druhé sérii seriálu Příběh služebnice. Následujícího roku se objevila v dramatickém filmu Clementine, komedii Big Time Adolescence a dramatickém filmu Tenkrát v Hollywoodu, který režíroval Quentin Tarantino.

### Průlom (2019–dosud)
Od roku 2019 ztvárňuje roli Cassie Howardové, teenagerku s promiskuitní pověstí, v dramatickém seriálu Euforie. Seriál byl velmi úspěšným a stal se druhým nejsledovanějším seriálem společnosti HBO. Za svůj výkon získala uznání kritiků a nominaci na cenu Emmy za nejlepší herečku ve vedlejší roli v dramatickém seriálu. Značné pozornosti se dostalo jejím mnoha nahým scénám v seriálu, což vyvolalo diskuse o nahotě ve filmu a mužském pohledu. Navzdory tomu Sweeney prohlásila, že nepřestane dělat nahé scény.

Je zakladatelkou produkční společnosti Fifty-Fifty Films, která vznikla v roce 2020. Téhož roku si zahrála v televizním filmu Nocturne. V roce 2021 účinkovala v první řadě antologického satirického seriálu Bílý lotos režiséra a scenáristy Mikea Whitea, kde ztvárnila sardonickou vysokoškolačku. Za svůj výkon získala uznání kritiků a byla nominována na cenu Emmy v kategorii nejlepší herečka ve vedlejší roli v minisérii nebo televizním filmu. Tyto úspěchy jí vynesly místo na seznamu Time 100 Next pro rok 2022, přičemž Maude Apatow, její herecká kolegyně ze seriálu Euforie, ji označila jako „nezastavitelnou sílu“. 

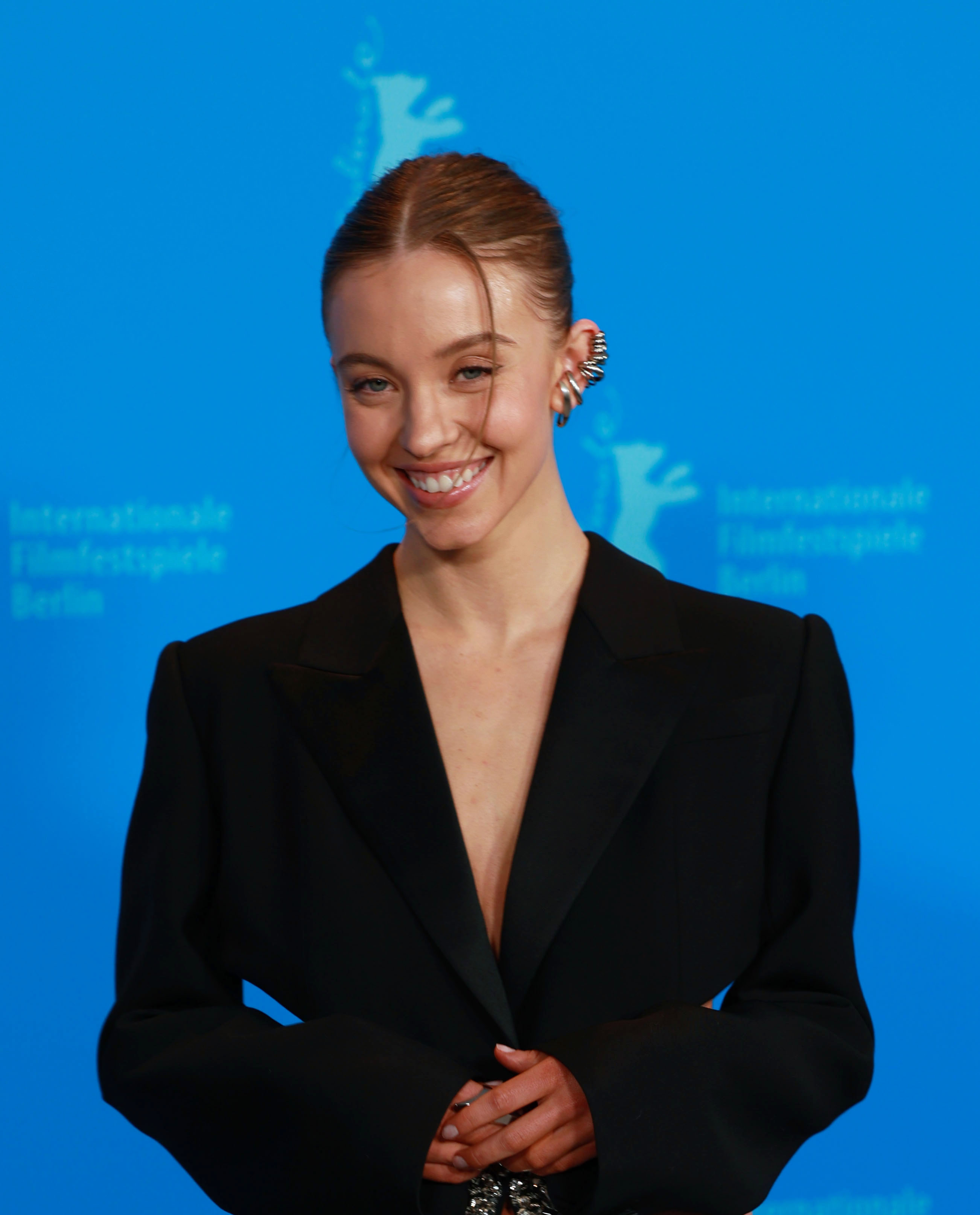
Sweeney na 73. ročníku Berlínského mezinárodního filmového festivalu, 2023

V roce 2023 ztvárnila hlavní roli veteránky amerického letectva Reality Winner ve filmu Reality, který měl premiéru na 73. ročníku Berlínského mezinárodního filmového festivalu, kde získala uznání kritiků za svůj herecký výkon. Steph Green z IndieWire zjistil, že film je „vynalézavě natočený a mimořádně napjatý“ a označil Sweeney za „opravdu něco“. Jessica Kiang z Variety napsala, že hrála „Winner tak přesvědčivě, že je těžké si ji pamatovat jako rozmazlenou teenagerku v Bílém lotosu nebo jako milou dívku, která se stala nestoudnou v Euforii“. Dále se objevila v thrilleru Americana, který měl premiéru v březnu 2023 na South by Southwest Festival.
Objevila se v hudebním videu k singlu „Angry“ skupiny Rolling Stones z jejich alba Hackney Diamonds (2023). Frontman skupiny Blur Damon Albarn kritizoval video za objektivizaci Sweeney, ale ona klip obhajovala. Ve věku 25 let byla časopisem Forbes zařazena na seznam 30 pod 30 v kategorii celebrit. Ztvárnila hlavní roli v komedii S tebou nikdy po boku Glena Powella, který měl premiéru v prosinci 2023. Film se stal nečekaným úspěchem. Sweeney byla taktéž výkonnou producentkou filmu a kromě toho, že se podílela na scénáři, pomohla najmout herce Glena Powella a režiséra Willa Glucka.
V roce 2024 ztvárnila vedlejší roli v akčním filmu Madam Web, který se odehrává ve franšíze Sony's Spider-Man Universe. Film obdržel negativní recenze a stal se kasovním neúspěchem. Ke kasovnímu i kritickému neúspěchu řekla: „Byla jsem najata pouze jako herečka, takže jsem se s filmem jenom vezla, ať už by se stalo cokoli.“ V březnu téhož roku moderovala jednu epizodu televizní show Saturday Night Live. Poté ztvárnila hlavní roli v psychologickém hororu Neposkvrněná, který také produkovala. Původně se ucházela o roli v tomto projektu v roce 2014. O několik let později zakoupila práva na scénář a na režii najala svého častého spolupracovníka Michaela Mohana. Později téhož roku si zahrála ve filmu Eden režiséra Rona Howarda. Kritik Chase Hutchinson při recenzi filmu pro TheWrap řekl: „(Sweeney) s celou věcí utíká...je to její něžný vzhled a rostoucí působení, které mění Eden v něco víc...každý okamžik s ní v popředí je nejlepším.“
Dne 8. března 2023 bylo oznámeno, že bude účinkovat ve filmu Echo Valley společnosti Apple Original Films' po boku Julianne Moore.

## Filmografie

### Film
| Rok  | Název                            | Role                | Poznámky                 |
| ---- | -------------------------------- | ------------------- | ------------------------ |
| 2009 | ZMD: Zombies of Mass Destruction | Lisa                |                          |
| 2010 | The Opium Eater                  | Sarah Detzer        |                          |
| 2010 | Takeo                            | Samantha Wright     | krátkometrážní           |
| 2010 | Night Blind                      | ztracená dívka      | krátkometrážní           |
| 2010 | The Ward                         | mladá Alice         |                          |
| 2013 | Spiders 3D                       | Emily               |                          |
| 2014 | Angels in Stardust               | Anníe               |                          |
| 2015 | Held                             | Lily Woods          | krátkometrážní           |
| 2015 | Love Made Visible                | Leah                | krátkometrážní           |
| 2015 | The Martial Arts Kid             | Julia               |                          |
| 2015 | The Unborn                       | malá Janey Hutchins | krátkometrážní           |
| 2015 | Stolen From Suburbia             | Emma                |                          |
| 2016 | Cassidy Way                      | Kelsey Connors      |                          |
| 2016 | The Horde                        | Hailey Summers      |                          |
| 2017 | Vikes                            | Ida                 |                          |
| 2017 | Útok mutantních mravenců         | Sam                 |                          |
| 2017 | It Happened Again Last Night     | mladá Paige         | krátkometrážní           |
| 2018 | Relentless                       | Ally                |                          |
| 2018 | Já nebo nikdo                    | Samantha            |                          |
| 2018 | Záhada Silver Lake               | Shooting Star       |                          |
| 2018 | Along Came the Devil             | Ashley              |                          |
| 2019 | Big Time Adolescence             | Holly               |                          |
| 2019 | Clementine                       | Lana                |                          |
| 2019 | Tenkrát v Hollywoodu             | Dianne „Snake“ Lake |                          |
| 2020 | Nocturne                         | Juliet Lowe         |                          |
| 2021 | Downfalls High                   | Scarlett            |                          |
| 2021 | Voyeuři                          | Pippa               |                          |
| 2021 | Noční zuby                       | Eva                 |                          |
| 2023 | Reality                          | Reality Winner      |                          |
| 2023 | Americana                        | Penny Jo Poplin     |                          |
| 2023 | S tebou nikdy                    | Bea                 | také výkonná producentka |
| 2024 | Madame Web                       | Julia Carpenter     |                          |
| 2024 | Neposkvrněná                     | Cecílie             | také producentka         |
| 2024 | Eden                             | Margaret Wittmer    |                          |

### Televize
| Rok        | Název                    | Role                                       | Poznámky                              |
| ---------- | ------------------------ | ------------------------------------------ | ------------------------------------- |
| 2009       | Hrdinové                 | malá dívka                                 | díl: „Hysterická slepota“             |
| 2009       | Myšlenky zločince        | Dani Forester                              | díl: „Napodobitel“                    |
| 2010       | Šerifové z Texasu        | Kayla Edwards                              | díl: „Pilot“                          |
| 2010       | 90210: Nová generace     | dívka                                      | díl: „Nelítostná pomsta“              |
| 2011       | Nakopni to               | Kelsey Vargas                              | díl: „Swords and Magic“               |
| 2011       | The Bling Ring           | Izzy Fishman                               | TV film                               |
| 2014       | Chirurgové               | Erin Weaver                                | díl: „Bez a konce a začátku“          |
| 2017       | Monster School Animation | Madeline Rayon                             | díl: „Welcome to Monster School“      |
| 2017       | Průměrňákovi             | studentka #1                               | díl: „The Final Final“                |
| 2017       | Prolhané krásky          | Willa                                      | díl: „Dokud nás smrt nerozdělí“       |
| 2017       | In the Vault             | Haley Caren                                | 7 dílů                                |
| 2018       | Everything Sucks!        | Emaline Addario                            | hlavní role; 10 dílů                  |
| 2018       | Příběh služebnice        | Eden Spencer                               | vedlejší role; 7 dílů                 |
| 2018       | Ostré předměty           | Alice                                      | minisérie; vedlejší role; 2 díly      |
| 2018       | Manic                    | Missy 'Paper Girl'                         | TV short                              |
| 2018       | The Wrong Daughter       | Samantha                                   | TV film                               |
| 2019–dosud | Euforie                  | Cassie Howardová                           | hlavní role                           |
| 2021       | Bílý lotos               | Olivia Mossbacherová                       | minisérie; hlavní role                |
| 2021–2022  | Robot Chicken            | Barbie, Riley Andersen, Cinema Girl (hlas) | 2 díly                                |
| 2024       | Saturday Night Live      | moderátorka                                | díl: „Sydney Sweeney/Kacey Musgraves“ |

## Ocenění
| Rok  | Cena                                        | Kategorie                                                            | Nominované dílo   | Výsledek  | Ref.   |
| ---- | ------------------------------------------- | -------------------------------------------------------------------- | ----------------- | --------- | ------ |
| 2011 | Young Artist Awards                         | Nejlepší výkon v krátkém filmu – mladá herečka                       | Takeo             | nominace  | [ 59 ] |
| 2011 | Young Artist Awards                         | Nejlepší výkon v televizním seriálu – herečka v hostující roli 11–15 | Šerifové z Texasu | nominace  | [ 59 ] |
| 2018 | Gold Derby Awards                           | Výkon obsazení roku                                                  | Příběh služebnice | vítězství | [ 60 ] |
| 2019 | Young Artist Awards                         | Nejlepší výkon obsazení v seriálu nebo filmu                         | Everything Sucks! | nominace  | [ 61 ] |
| 2019 | Cena Sdružení filmových a televizních herců | Nejlepší výkon obsazení dramatického seriálu                         | Příběh služebnice | nominace  | [ 62 ] |
| 2019 | Sidewalk Film Festival                      | Zvláštní uznání poroty za herecký výkon                              | Clementine        | vítězství | [ 63 ] |
| 2022 | Dorian TV Awards                            | Nejlepší výkon ve vedlejší roli v televizi                           | Euforie           | nominace  | [ 64 ] |
| 2022 | Gold Derby TV Awards                        | Nejlepší herečka ve vedlejší roli                                    | Euforie           | nominace  | [ 65 ] |
| 2022 | Filmové a televizní ceny MTV                | Nejlepší souboj (spolu s Alexou Demie)                               | Euforie           | vítězství | [ 66 ] |
| 2022 | Filmové a televizní ceny MTV                | Nejlepší herecký výkon v seriálu                                     | Euforie           | nominace  | [ 66 ] |
| 2022 | Hollywood TV Critics Association            | Nejlepší herečka ve vedlejší roli v televizním seriálu (drama)       | Euforie           | nominace  | [ 67 ] |
| 2022 | Hollywood TV Critics Association            | Nejlepší herečka ve vedlejší roli v minisérii                        | Bílý lotos        | nominace  | [ 67 ] |
| 2022 | Cena Emmy                                   | Nejlepší herečka ve vedlejší roli v dramatickém seriálu              | Euforie           | nominace  | [ 68 ] |
| 2022 | Cena Emmy                                   | Nejlepší herečka ve vedlejší roli v minisérii nebo televizním filmu  | Bílý lotos        | nominace  | [ 68 ] |